# Notre-Dame-de-Nazareth (Pernes-les-Fontaines)

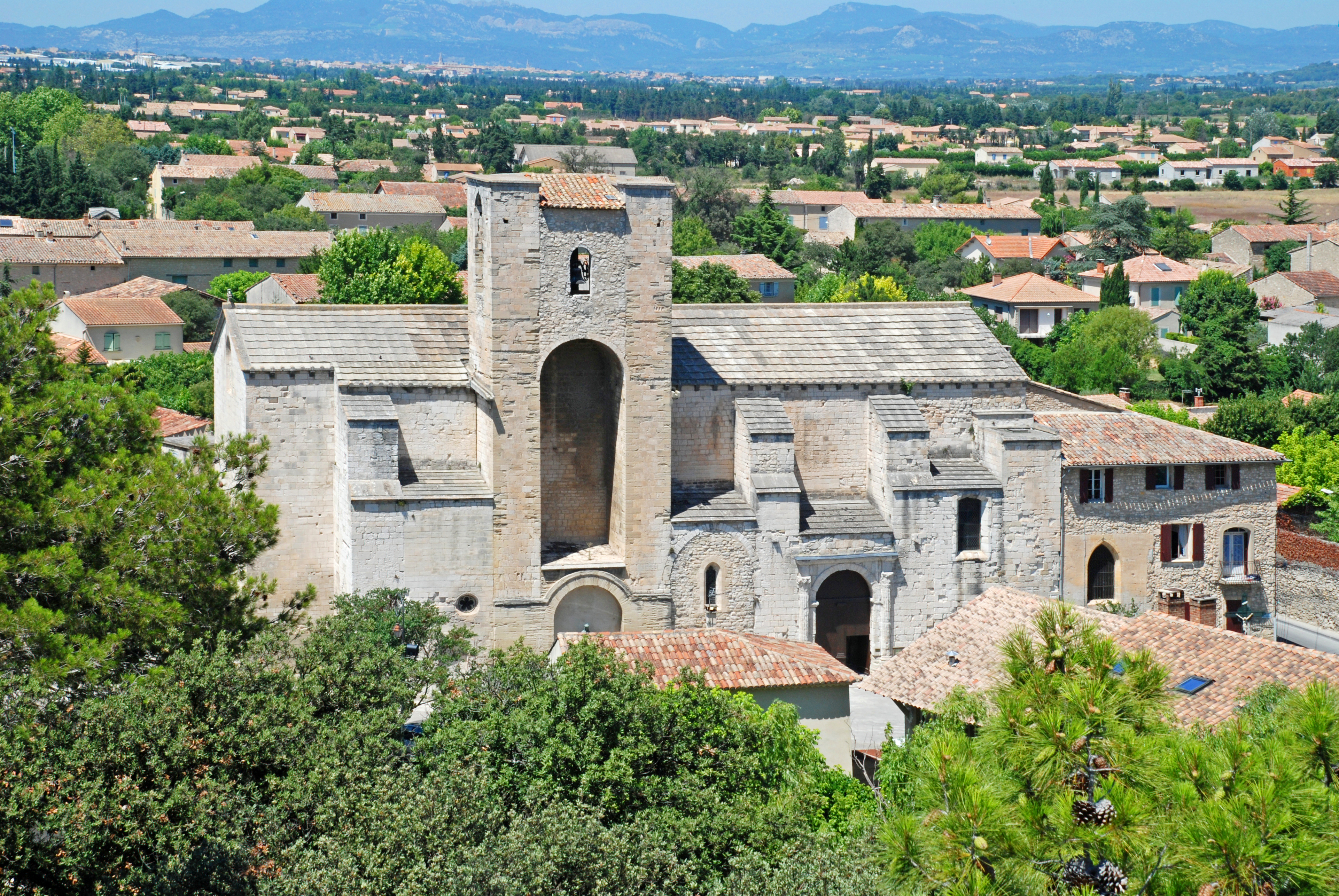
Notre-Dame-des-Nazareth

Notre-Dame-des-Nazareth ist eine romanische Kirche in der französischen Gemeinde Pernes-les-Fontaines. Sie ist seit 1840 als Monument historique klassifiziert.

## Beschreibung
Die Kirche gehörte ursprünglich zu einem Priorat, das mit zehn Regularkanonikern besetzt war. Das Gebäude wurde im 12. Jahrhundert unter Beibehaltung der bestehenden Apsis umgebaut. Im 14. Jahrhundert, nach dem Einsturz des Kirchenschiffes, wurden der nördliche Teil der drei westlichen Joche und die Fassade neu aufgebaut. Auf der Westseite befindet sich ein Rundbogenportal mit einem antiken Giebel ähnlich wie in der Südvorhalle der Kirche St-Restitut in Drôme. Spuren des 1562 vom Baron des Adrets gelegten Brandes sind immer noch sichtbar.
Im Inneren trägt eine Empore eine prachtvolle Orgel aus dem 17./18. Jahrhundert. Die Apsis, die auf einer im 19. Jahrhundert aufgefüllten Krypta errichtet wurde, ist niedriger als das Kirchenschiff. Entlang des Schiffs verläuft ein Fries, der manchmal durch eine historisierende Tafel unterbrochen wird. Diese Art der Verzierung ist auch in der ehemaligen Kathedrale von Carpentras zu beobachten.